# Läther
Läther (pronunciato "lɑːðə") è un album discografico pubblicato postumo di Frank Zappa. Progettato da Zappa come disco quadruplo da far uscire nel 1977, il progetto fu accantonato a causa dei contrasti di Frank con la sua casa discografica, la Warner Bros. Records.

## Il disco
Le registrazioni contenute in Läther furono prodotte tra il 1972 e il 1977 (con l'eccezione di una traccia datata 1969).
La maggior parte delle tracce furono originariamente riciclate in 4 differenti album solisti di Zappa del 1978 e del 1979. Gli album in questione sono: Zappa in New York (1978), Studio Tan (1978), Sleep Dirt (1979) e Orchestral Favorites (1979). Qualche breve stralcio del materiale apparve anche in Shut Up 'n Play Yer Guitar (1981).

### Origine e storia
Prima dell'uscita ufficiale di Läther su CD nel 1996, l'album era considerato uno dei più leggendari "album perduti" della storia del rock, assimilabile a Smile dei Beach Boys.
La storia ufficiale, riportata da Gail Zappa, la moglie di Frank, è la seguente: l'album (Läther) era stato concepito come un disco quadruplo da pubblicare nel 1977. Però quando Frank consegnò i nastri alla Warner Bros. Records, la casa discografica rifiutò di pubblicare il disco nella forma che voleva Zappa. Zappa chiese la risoluzione del contratto per accordarsi con un'altra etichetta per la pubblicazione del disco. La Warner Bros. accettò ma a condizione che consegnasse loro altri quattro album da pubblicare. Zappa rimontò il materiale di Läther in quattro album differenti Zappa in New York, Studio Tan, Sleep Dirt e Orchestral Favorites. Dopo la pubblicazione di Zappa in New York, la Warner non volle né pagarlo né pubblicare gli altri dischi in programma.
Zappa fece causa alla Warner e con un gesto provocatorio nel dicembre 1977 prese il materiale dell'edizione di prova di Läther, lo fece trasmettere integralmente in diretta sulla stazione radio KROQ di Pasadena e incitò gli ascoltatori a registrare la trasmissione. Quando poi Zappa negoziò un accordo di massima con la Mercury/Phonogram, la Warner Bros. decise di pubblicare i restanti tre album.
Il set di tre CD comprende il vinile LP a otto facciate come era stato concepito nel 1977, più svariate tracce bonus. La maggior parte del materiale di Läther apparve in altre forme su album del periodo 1978–79; in totale, venti delle trenta tracce apparvero anche su altri dischi, ma solo sei sono identiche alle versioni di altri album di Zappa; le restanti hanno mixaggi alternativi o differiscono dalle versioni già pubblicate. Esiste una piccola discrepanza: le note interne del CD includono la tracklist della versione originale dell'LP a 8 facciate, lista che include anche una breve versione di Baby Snakes che però nel disco non esiste. Nessuna spiegazione fu mai data.

## Tracce - CD 1
Tutti i brani sono di Frank Zappa.

### LP Side 1
1. Re-gyptian Strut – 4:36
2. Naval Aviation in Art? – 1:32
3. A Little Green Rosetta – 2:48
4. Duck Duck Goose – 3:01
5. Down in de Dew – 2:57
6. For the Young Sophisticate – 3:14

### LP Side 2
1. Tryin' to Grow a Chin – 3:26
2. Broken Hearts Are for Assholes – 4:40
3. The Legend of the Illinois Enema Bandit – 12:43

### LP Side 3
1. Lemme Take You to the Beach – 2:46
2. Revised Music for Guitar & Low Budget Orchestra – 7:36
3. RDNZL – 8:14

## Tracce - CD 2

### LP Side 4
1. Honey, Don't You Want a Man Like Me? – 4:56
2. The Black Page #1 – 1:57
3. Big Leg Emma – 2:11
4. Punky's Whips – 11:06

### LP Side 5
1. Flambe – 2:05
2. The Purple Lagoon – 16:22

### LP Side 6
1. Pedro's Dowry – 7:45
2. Läther – 3:50
3. Spider of Destiny – 2:40
4. Duke of Orchestral Prunes – 4:21

## Tracce - CD 3

### LP Side 7
1. Filthy Habits – 7:12
2. Titties 'n Beer – 5:23
3. The Ocean Is the Ultimate Solution – 8:32

### LP Side 8
1. The Adventures of Greggery Peccary – 21:00

### CD bonus tracks
1. Regyptian Strut (1993) – 4:42
2. Leather Goods – 6:01
3. Revenge of the Knick Knack People – 2:25
4. Time Is Money – 3:04

## Formazione

### Disc One, Track 1
- Frank Zappa – percussioni
- George Duke – tastiere
- Bruce Fowler – fiati
- James "Bird Legs" Youman – basso
- Ruth Underwood – percussioni
- Chester Thompson – batteria

### Disc One, Track 2; Disc Two, Track 7 & 10
- Frank Zappa – chitarra
- Dave Parlato – basso
- Terry Bozzio – batteria
- Emil Richards – percussioni
- Orchestra diretta da Michael Zearott

### Disc One, Track 3 (part One)
- Frank Zappa – voce
- George Duke – tastiere

### Disc One, Track 3 (Part Two)
- Frank Zappa – chitarra elettrica
- Andre Lewis – tastiere
- Roy Estrada – basso
- Terry Bozzio - batteria

### Disc One, Track 4 (Part One), 7 & 8; Disc Two, Track 1; Disc Three Track 6
- Frank Zappa – chitarra, voce
- Ray White – chitarra, voce
- Eddie Jobson – violino, tastiere
- Patrick O'Hearn – basso
- Terry Bozzio – batteria

### Disc One, Track 5
- Frank Zappa – tutte le chitarre, basso
- Jim Gordon – batteria

### Disc One, Track 6
- Frank Zappa – chitarra elettrica, voce
- George Duke – tastiere
- Tom Fowler – basso
- Paul Humphrey – batteria
- Ricky Lancelotti – voce

### Disc One, Track 9; Disc Two, Track 1, 2, 3, 4, 6, 8; Disc Three, Track 2
- Frank Zappa – chitarra solista, voce
- Ray White – chitarra ritmica, voce
- Eddie Jobson – violino, tastiere, voce
- Patrick O'Hearn – basso, voce
- Terry Bozzio – batteria
- Ruth Underwood – percussioni, sintetizzatore
- David Samuels – timpani
- Randy Brecker – tromba
- Mike Brecker – sax tenore, flauto
- Lou Marini – sax alto, flauto
- Ronnie Cuber – sax baritono, clarinetto
- Tom Malone – trombone, tromba, piccolo
- Don Pardo – narrazione sofisticata

### Disc One, Track 10
- Frank Zappa – chitarra, voce
- Davey Moire – voce
- Eddie Jobson – tastiere, yodel
- Max Bennett – basso
- Paul Humphrey – batteria
- Don Brewer – bonghi

### Disc One, Track 11; Disc Three, Track 4
- Frank Zappa – chitarra, voce
- George Duke – tastiere
- Bruce Fowler – trombone
- Tom Fowler – basso
- Chester Thompson – batteria

### Disc One, Track 12; Disc Three, Track 8
- Frank Zappa – chitarra
- George Duke – tastiere
- James "Bird Legs" Youman – basso
- Ruth Underwood – percussioni
- Chester Thompson – batteria

### Disc Two, Track 5 & 9
- Frank Zappa – chitarra
- George Duke – tastiere
- Patrick O'Hearn – basso
- Ruth Underwood – percussioni
- Chester Thompson – batteria

### Disc Three, Track 1
- Frank Zappa – chitarra, tastiere
- Dave Parlato – basso
- Terry Bozzio – batteria

### Disc Three, Track 3
- Frank Zappa – chitarra, sintetizzatore
- Patrick O'Hearn – basso
- Terry Bozzio – batteria

### Disc Three, Track 5
- Frank Zappa – percussioni
- George Duke – tastiere
- Bruce Fowler – fiati
- James "Bird Legs" Youman – basso
- Ruth Underwood – percussioni
- Chad Wackerman – sovraincisioni di batteria

### Crediti
- Digital Mastering & EQ – Spencer Chrislu
- Transfer Engineers – David Dondorf, Spencer Chrislu
- Vaultmeisterment – Joe Travers
- Bonues Section Assembly, Edits & Mastering – Spencer Chrislu
- Cover Concept – Dweezil Zappa
- Forward Motion – Gail Zappa
- Deep-dish Descriptions – Simon Prentis
- Cover Execution & Layout Design – Steven Jurgensmeyer